# Волковецкий сельский совет (Борщёвский район)
Волковецкий сельский совет (укр. Вовковецька сільська рада) — входит в состав
Борщёвского района
Тернопольской области
Украины.
Административный центр сельского совета находится в 
с. Волковцы.

## Населённые пункты совета
- с. Волковцы